# Gregor Prächt
Gregor Prächt (* 1968 in Nürnberg) ist ein deutsch-amerikanischer Opernsänger (Tenor) und Komponist.

## Leben
Der deutsche Tenor Gregor Prächt wurde als Sohn einer Juristin und Urenkel einer Opernsängerin geboren. Er ist auch Komponist, Texter und Produzent. Seine Musikerziehung begann im Alter von drei Jahren durch seine Urgroßmutter, die Opernsängerin Lise Walz. Er hatte seinen ersten öffentlichen Auftritt im Alter von elf Jahren als „Kind des Volkes“ am Nürnberger Christkindlesmarkt, ein Jahr später seine erste Solopartie in einer Kinderoper am Opernhaus. Gregor Prächt sang im United Staates Army Gospelchor im Alter von 15 Jahren und hatte seine eigene Band bis zum Abitur.
Seine wichtigsten Lehrer sind Miguel Baraldes und Carlo Bergonzi, der große Tenor (und Hauptgesangspartner von Maria Callas), von dem er sein Diplom erhielt. Gregor Prächt war im Alter von 15 Jahren jüngster Tenor der Salzburger Festspiele und im Alter von 19 Jahren der erste Künstler, der das Orchester der Dresdner Philharmonie mit Crossover produzierte.  Er tourte mit 21 Jahren durch die USA und sang mit 25 Jahren in allen wichtigen europäischen Städten. Sein erstes Konzert in Hawaii (dort wurde das Maui Arts and Cultural Centre für ihn gebaut) hatte er 1992. Er produzierte und sang im Duett mit u. a. Al Jarreau, Toni Childs, Klaus Meine (Scorpions), Henry Kapono und in Zusammenarbeit mit den Dresdner Philharmonikern, dem Hollywood Bowl Orchestra und David Benoit. Außerdem war er verantwortlich als Produzent und Komponist für das Debütalbum von DSDS-Star Judith Lefeber (Warner Music).
Er war mit Katarina Witt und später mit Jeanette Hain liiert.
Prächt singt und komponiert auch Kinderlieder und engagiert sich besonders für Musiktherapie weltweit. Zudem komponiert er Werbemusik für Konzerne wie Lindt, Nestlé, Microsoft und Coca-Cola und engagiert sich für Charity-Anlässe. Er unterstützt zudem seit August 2022 das Zürcher Startup Matchspace Music, eine Plattform für Musikunterricht und Musiklehrer in der Schweiz, mit seinem Fachwissen als Beirat.

## Diskografie
- You and me for always (SMC, 1991)
- Musikalische Welten (SMC, 1992)
- Gregor Prächt and friends feat. Henry Kapono, Toni Childs, Viviana Staffini, Al Jarreau, David Benoit (Koch Schwan Classics, 1994–1998)
- Arie Antiche (Koch Schwan Classics, 1996)
- Al Jarreau | Gregor Prächt – SMILE/Pierrot (KOCH Schwan International, 1997)
- Bruderschaft St Christoph (oldest catholic hospice)  Gregor Prächt and friends unplugged 1&2 (MCP/Eurotone Classics 1996–1998)
- Gregor (Universal Music|Universal Classics, 2000)
- 80 days-Guinness Book of records song (Universal, 2000)
- Peace on earth – a special Christmas (IMGE 2001)
- Das tapfere Schneiderlein und König Drosselbart (Sony BMG, 2000)
- Lu-La-Lu (Karussell (Label)/Universal, 2002)
- Du, ich hab' dich lieb (Karussell/Universal, 2002)
- Öffne dein Herz (Universal, 2003)
- 100.000 Wunder (Universal, 2003)
- Grosse Hits für kleine Stars (Universal, 2005)
- Champ – Michael Schumacher (Big Ben, 2006)
- My song lives on – a tribute to Queen Lili uokalani, Hawaii (IMGE, 2007)
- Joker! (G&U Random House, 2009)
- One love-Best of Rock (IMGE, 2016)
- Dancing over the edge (EMI, 2011)
- Musical pharmacy – inspirational music (INTERNATIONAL MUSIC GROUP ENTERTAINMENT, 2012)
- Canzoni d’amore – the early Tenor years 1&2 (IMGE 2007)
- The Duets (IMGE 2007)
- REMIXES works with the djs (IMGE 2007)
- Angel Blessings (CP Recordings Hawaii 2006)